# Columbus Grove, Ohio
Columbus Grove là một làng thuộc quận Putnam, tiểu bang Ohio, Hoa Kỳ. Năm 2010, dân số của làng này là 2137 người.

## Dân số
- Dân số năm 2000: 2200 người.
- Dân số năm 2010: 2137 người.